# Diphasia cristata
Diphasia cristata är en nässeldjursart som beskrevs av Chantal Billard 1920. Diphasia cristata ingår i släktet Diphasia och familjen Sertulariidae. Inga underarter finns listade i Catalogue of Life.